# Diecezja Akwizgranu
Diecezja Akwizgranu (niem. Bistum Aachen, łac. Dioecesis Aquisgranensis) – diecezja Kościoła rzymskokatolickiego w zachodniej części Niemiec, w metropolii Kolonii. Jest jedną z siedmiu niemieckich diecezji katolickich, na terytorium których osoby tego wyznania stanowią więcej niż połowę ludności.

## Historia
W lutym 1801 miał miejsce Pokój w Lunéville. Wolne Miasto Akwizgran zostało włączone do Francji. Wskutek zmiany granic i zawarcia przez Francję konkordatu została ustanowiona przez papieża Piusa VII bullą Qui Christi Domini w listopadzie 1801 r. diecezja Akwizgranu z części archidiecezji Kolonii, misji sui iuris Batawii (ob. Metropolia utrechcka), Diecezji Liège oraz zlikwidowanej w 1801 r. diecezji Roermond. Diecezja przynależała do metropolii Mechelen. W 1815 Akwizgran został przyznany Królestwie Prus wskutek czego już w 1821 r. diecezja została zlikwidowana kolejną bullą De salute animarum. 
Ponowne utworzenie diecezji miało miejsce 13 sierpnia 1930 r. bullą Pastoralis officii nostri przez papieża Piusa XI. Przynależy do metropolii Kolonii.

## Główne świątynie
- Katedra: Katedra Najświętszej Maryi Panny w Akwizgranie
- Bazyliki mniejsze:
  - Bazylika świętych Potentyna, Felicjusza i Symplicjusza w Kall-Steinfeld
  - Bazylika św. Wita w Mönchengladbach

## Biskupi Akwizgranu
| Data                                   | Ordynariusz                       | Uwagi |
| -------------------------------------- | --------------------------------- | --- |
| 30 maja 1802 – 13 sierpnia 1809 (†)    | bp Marc Antoine Berdolet          | Wybrany przez Napoleona I. Wcześniej biskup Haut-Rhin, francuskiego Kościoła konstytucyjnego (bez unii z Kościołem Rzymskim).                   |
| 1810 - 1814                            | Jean Camus                        | Wybrany na biskupa przez Napoleona I. Nie zatwierdzony przez papieża Piusa VII. Administrator apostolski. Zmarł 26 kwietnia 1814.               |
| 30 January 1931 – 5 October 1937 (†)   | bp Joseph Vogt                    | wikariusz generalny archidiecezji kolońskiej, wybrany na biskupa w grudniu 1930, zatwierdzony 30 stycznia 1931, święcenia biskupie w marcu 1931 |
| 1937 – 16 marca 1943 (†)               | bp Hermann Joseph Strater         | administrator apostolski |
| 7 września 1943 – 19 maja 1954 (†)     | bp Johannes Joseph van der Velden | |
| 30 sierpnia 1954 – 13 grudnia 1974     | bp Johannes Pohlschneider         | uczestnik Soboru Watykańskiego II, przeszedł na emeryturę, zmarł 7 maja 1981                                                                    |
| 9 września 1975 – 23 stycznia 1994 (†) | bp Klaus Hemmerle                 | |
| 12 grudnia 1994 – 8 grudnia 2015       | bp Heinrich Mussinghoff           | przeszedł na emeryturę |
| od 23 września 2016                    | bp Helmut Dieser                  | |